# Иероним (Захаров)
Архиепископ Иероним (в миру Владимир Иванович Захаров; 20 марта (1 апреля) 1897, Москва — 14 декабря 1966, Ростов-на-Дону) — архиерей Русской православной церкви, архиепископ Ростовский и Новочеркасский.

## Биография
Родился 20 марта 1897 года в Москве в купеческой семье.
В 1916 году окончил Московское коммерческое училище. В том же году поступил на филологический факультет Московского университета и одновременно Институт экспериментальной психологии профессора Георгия Челпанова.
В 1918 году в связи со смертью отца оставил учёбу и поступил на службу в Красную Армию. Работал делопроизводителем, завхозом, помощником заведающего клубом на Московских командных курсах тяжёлой артиллерии. В 1920—1922 годы работал на Екатеринославских командных инженерных курсах. В 1923 году работал в учебном отделе Главного управления военно-учебных заведений.
В 1923 году демобилизовался и вернулся в Москву, где стал пономарём и иподиаконом в Даниловом монастыре. Состоял на должности иподиакона у митрополита Новгородского Арсения (Стадницкого), который часто проживал в это время в Москве. Прислуживал и другим архиереям, постоянно посещавшим Даниловский монастырь.
В начале 1925 года поступил послушником в Московский Сретенский монастырь. В середине 1920-х годов познакомился с М. Е. Губониным, дружбу с которым поддерживал всю жизнь.
22 августа (4 сентября) 1925 года епископом Борисом (Рукиным) пострижен в монашество. 7 (20) сентября епископом Гомельским Тихоном (Шараповым) рукоположён во иеродиакона. 21 сентября — во иеромонаха в Московском Сретенском монастыре. Не захотел остаться в братии монастыря после образования в декабре 1925 года григорианского раскола, одним из лидеров которого был епископ Борис.
Уехал в Костромскую епархию, на родину матери. 10 января 1926 года епископом Костромским Севастианом (Вести) был назначен духовником Свято-Троицкого женского монастыря в селе Теляково Галичского уезда Костромской губернии (ныне Сумароково Сусанинского района Костромской области).
В 1928 году — настоятель храма Михаила Архангела в Загорске Московской епархии. В том же году храм был закрыт властями.
19 сентября 1930 года возведён в сан архимандрита.
В 1931 года осужден по ст. 58-10, до 1935 года — заключённый на строительстве Беломорканала.
В 1935—1944 годы работал в различных учреждениях города Костромы истопником, кассиром, бухгалтером.
В 1944 году Московская Патриархия поручила ему обследовать состояния церковных дел на освобождённой от территории Кишинёвской и Молдавской епархии.
28 декабря 1944 года в зале заседаний Священного Синода совершено было наречение архимандрита Иеронима во епископа Кишинёвского и Молдавского.
31 декабря 1944 года рукоположён в Елоховском соборе в Москве во епископа Кишинёвского и Молдавского. Рукоположение совершали: Патриарший местоблюститель митрополит Ленинградский и Новгородский Алексий (Симанский), митрополит Крутицкий Николай (Ярушевич), митрополит Киевский и Галицкий Иоанн (Соколов) и архиепископ Ижевский и Удмуртский Иоанн (Братолюбов).
В мае 1945 года как представитель Московской патриархии возглавлял делегацию Русской церкви на переговорах с Румынским патриархом Никодимом (Мунтяну). Переговоры касались важнейших для Молдавской епархии вопросов: о новом и старом стиле календаря, о ценностях, увезенных из Молдавии, и о духовенстве Молдавии и Украины, ушедшем в Румынию за время военных действий.
Особенно серьёзной проблемой для епархии была острая нехватка священников, многие из которых бежали в Румынию. В 1945—1946 годах епископом было рукоположёно в священники 94 человека.
С 13 января 1947 года — епископ Рязанский и Касимовский.
С 27 февраля 1948 года — епископ Ижевский и Удмуртский.
С 31 июля 1952 года — епископ Куйбышевский и Сызранский.
При нём произошло «Стояние Зои», обросшее затем многими легендами и домыслами.
В 1953 году временно управлял Оренбургской и Пензенской епархиями.
С 31 мая 1956 года — епископ Орловский и Брянский.
С 12 января 1962 года — архиепископ Ростовский и Новочеркасский.
Скончался 14 декабря 1966 года. Похоронен в ограде за алтарем Рождество-Богородицко-го кафедрального собора города Ростова-на-Дону.